# Бонч-Осмоловский, Василий Васильевич
Василий Васильевич Бонч-Осмоловский (29 февраля (2 марта) 1864 — 1919, Москва) — русский военный деятель, генерал-лейтенант.
Окончил 1-й Московский кадетский корпус. В службу вступил 31.08.1881. Окончил 3-е военное Александровское училище; в 1883 выпущен подпоручиком в 105-й Оренбургский пехотный полк. Поручик (1887). В 1893 окончил Александровскую военно-юридическую академию, штабс-капитан (1893). Окончил Петербургский археологический институт.
Кандидат на военно-судебные должности при Киевском военно-окружном суде (с 06.06.1894) и Петербургском военно-окружном суде (с 01.03.1895). Капитан (1895).
25.06.1898 — 01.05.1903 — заведующий судной частью Главного штаба, подполковник (1898), полковник (1902).
1.05.1903 — 20.09.1910 — начальник отдела Главного штаба, генерал-майор военно-судебного ведомства (1908).
20.09.1910 — 8.01.1914 — состоял одним из двух генералов, положенных по штату при Главном штабе.
8.01 — 22.04.1914 — начальник Распорядительной части Главного штаба.
С 22 апреля 1914 года начальник административного отдела Главного штаба, генерал-лейтенант (6 декабря 1914 года).
В 1918 году мобилизован в РККА, с 10 марта 1918 года начальник административно-хозяйственного управления Петроградского ВО.
В ночь со 2 на 3 мая 1919 арестован органами ЧК на своей квартире «до выяснения». Содержался в Доме заключения. 18 сентября 1919 отправлен в Москву и заключен в Ивановском концлагере (на территории ликвидированного Иоанно-Предтеченского женского монастыря), где вскоре погиб.

## Награды
- орден Святой Анны 3-й ст. (1901)
- орден Святого Владимира 3-й ст. (1911)
- орден Святого Станислава 1-й ст. (1913)
- орден Святой Анны 1-й ст. (22.03.1915)

## Семья
- Жена — Анна Васильевна Бонч-Осмоловская
  - Дочь — Елена Бонч-Осмоловская.
  - Сын — Николай Бонч-Осмоловский.